# Sorex albibarbis
Sorex albibarbis — вид комахоїдних ссавців з родини мідицевих (Soricidae).

## Таксономічні примітки
Відділена від S. palustris.

## Географічне поширення
Канада, Сполучені Штати Америки.